# Bamenda
Bamenda est une ville du Cameroun, chef-lieu du département de la Mezam et de la région du Nord-Ouest. Elle constitue la ville la plus peuplée du Cameroun anglophone. Communauté urbaine depuis 2008, elle est divisée en trois communes d'arrondissement. Bamenda possède un aéroport (code AITA : BPC).

## Histoire

### Époque pré-coloniale
Les origines de la ville sont liées à l’établissement du peuple Tikar qui a rejoint le Royaume bamoun, dans les années 1700.

### Époque coloniale
En 1884, la ville, comme le reste du Cameroun, est colonisée par l'Allemagne jusqu'à la fin de la Première Guerre mondiale. En 1922, Bamenda passe sous mandat britannique jusqu'à ce que la ville et sa région se rattache au Cameroun indépendant en 1961.

### Époque post-coloniale

#### Crise anglophone au Cameroun
Au cours de la crise anglophone au Cameroun, l'armée camerounaise lance une opération baptisée Bamenda Clean dans la ville en septembre 2020 en réponse aux attaques des séparatistes armés. Le 16 juillet 2023, dix personnes sont massacrées dans la ville par des séparatistes armés présumés.

## Géographie
Bamenda est située sur la route nationale 6 à 370 km au nord-ouest de la capitale Yaoundé. La ville est divisée en deux par une falaise séparant la station haute, ville administrative sur le haut-plateau, autour de l'ancien fort allemand, en contrebas s'étend la ville africaine en limite des deux chefferies de Bafreng et Mankon. Les versants sud-est sont dominés par les forêts des hauts plateaux camerounais. L'entrée dans la ville de Bamenda, en descente, surplombe la ville avec pour point culminant le Rocher Sacré. Située sur le versant septentrional de la Ligne du Cameroun, elle est dans le bassin de la rivière Bénoué, affluent du fleuve Niger.
Bamenda est l'une des villes les plus exposées d'Afrique à la montée des eaux due au réchauffement climatique.

## Population

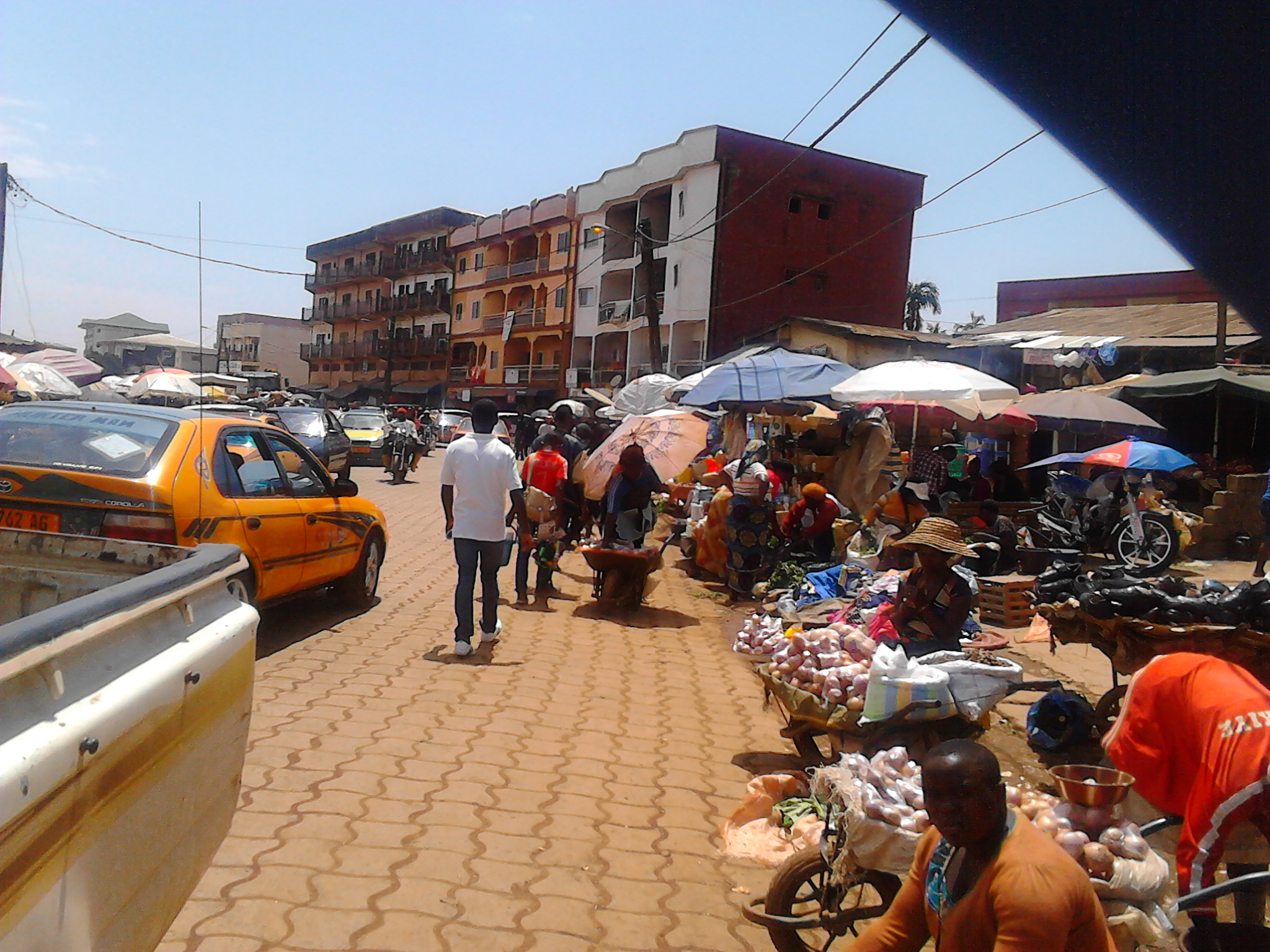
Une rue de Bamenda.

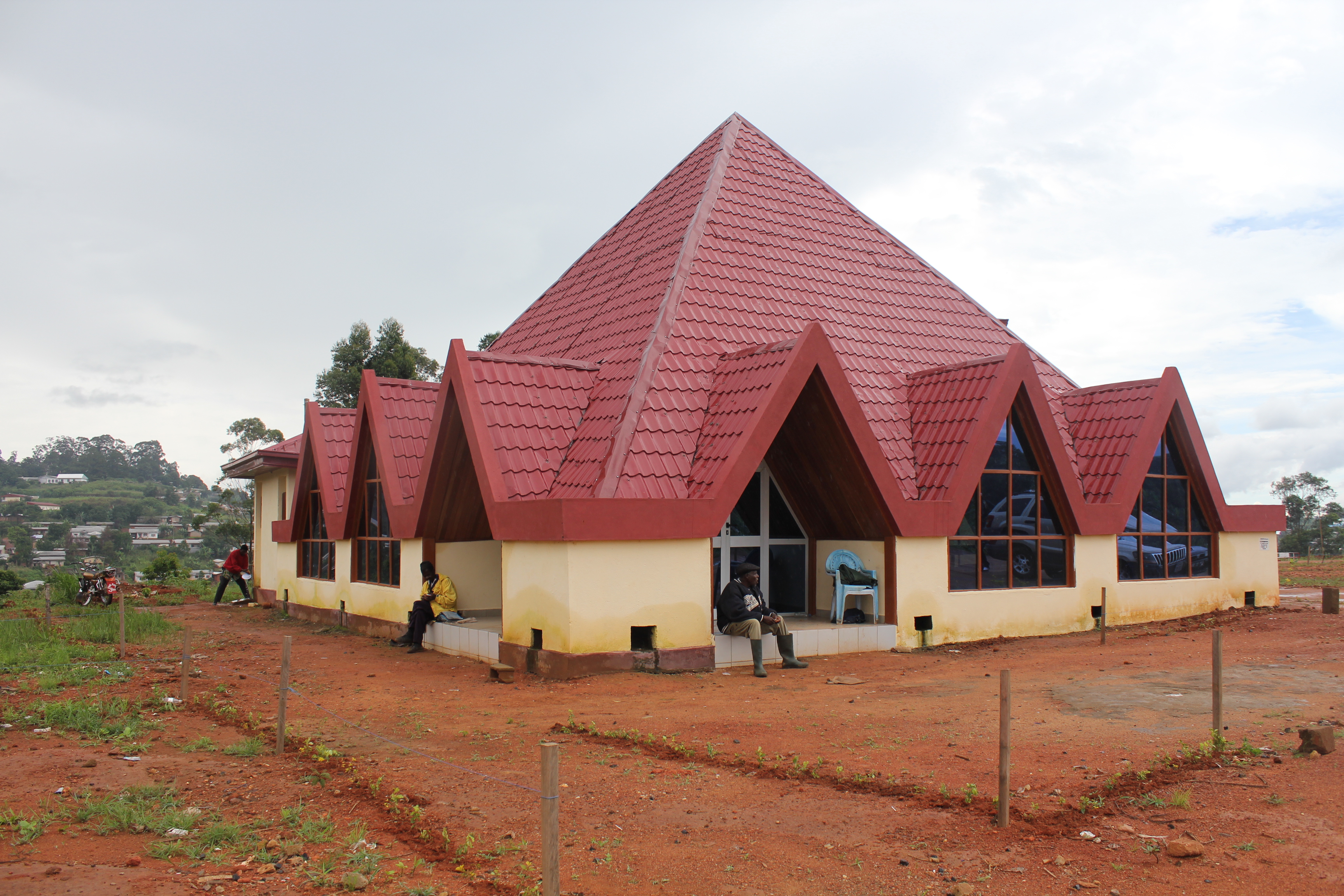
Vue panoramique de la commune de Bamenda IIIe.

Lors du recensement de 2005 (RGPH3), la population de Bamenda était la suivante :
- Bamenda Ier : 28 359 habitants dont 18 468 pour Bamenda Ier Ville
- Bamenda IIe : 184 277 habitants dont 159 210 pour Bamenda IIe Ville
- Bamenda IIIe : 110 253 habitants dont 91 852 pour Bamenda IIIe Ville

## Administration
La communauté urbaine de Bamenda est dirigée par un maire depuis 2020, par un délégué du gouvernement de 2007 à 2020.
| Période     | Identité                | Parti                   | Notes                   |
| ----------- | ----------------------- | ----------------------- | ----------------------- |
| 1993 - 1996 | Abel Ndeh Tazong Sundjo |                         | maire                   |
| 1996 - 2009 | Abel Ndeh Tazong Sundjo |                         | délégué du gouvernement |
| 2009 - 2020 | Vincent Ndumu Nji       | délégué du gouvernement | ingénieur civil         |
| depuis 2020 | Paul Achobong Tambeng   |                         | ingénieur génie civil   |

## Structure administrative de la communauté urbaine
La communauté urbaine de Bamenda est constituée de trois communes d'arrondissement.
| Commune     | Chef-lieu   | Superficie (km2) | Population (2005) | Groupements                                                                        |
| ----------- | ----------- | ---------------- | ----------------- | ---------------------------------------------------------------------------------- |
| Bamenda I   | Bamendankwe | 87,46            | 28 359            | Bamenda Town • Bamendankwe                                                         |
| Bamenda II  | Mankon      | 172,6            | 184 277           | Bamenda Town • Mankon • Mbatu • Nsongwa Fondom • Ntaw Council Area • Chomba Fondom |
| Bamenda III | Nkwen       | 69,62            | 110 253           | Bamenda Town • Ndzah • Nkwen                                                       |
| Bamenda     |             | 329,58           | 322 889           |                                                                                    |

Outre les villes, la communauté urbaine comprend également des villages :

### BamendaIer
- Bamenda-Nkwe
- Kenelari
- Menda-Nkwe
- Ntafebuh

### BamendaIIe
- Akumalam
- Alabukom
- Alachu
- Alafrumbi
- Alamandom
- Alamatu
- Alatah
- Alatakoh
- Asongkah
- Atua Mambu
- Atuafon
- Atualakom
- Bagbanong
- Bagmande
- Chomba
- Kukvung
- Maso
- Matsam
- Matsom
- Mbatu/Ntaw
- Muwatsu
- Ndzong
- Ndzumabuah
- Ngulung
- Nkingkak
- Nsongwa
- Ntakimbari
- Ntamafe
- Ntamambu
- Ntambeng
- Ntambeng II (Old Town)
- Ntangien
- Ntankah
- Ntumbong

### BamendaIIIe
- Alalie
- Atiela
- Atienta
- Bayelle Manda
- Bujong
- Futru I
- Futru II
- Manka
- Mante-Ntente
- Mbefi
- Mbelem
- Mbesoh
- Mbung
- Menjung
- Mubang
- Munka
- Nchang
- Ndzah
- Njenefor
- Nketesoh
- Nkwenjang
- Ntahkekah
- Ntasen
- Ntatubuh
- Ntefinki
- Ntilla
- Tubah

## Population
Bamenda est par l'importance de sa population, la 4e ville du Cameroun, en 2001. L'évolution de la population urbaine est relevée par les travaux du département de Géographie de l'Université de Montréal. Le taux de croissance annuel moyen de la population est de 7,8 % de 1976 à 1987 et de 4,9 % de 1987 à 2005.
| 1935  | 1953  | 1964   | 1967   | 1976   | 1987    | 1998    | 2005    | 2012    |
| ----- | ----- | ------ | ------ | ------ | ------- | ------- | ------- | ------- |
| 1 299 | 9 765 | 18 489 | 33 375 | 48 111 | 110 142 | 252 000 | 269 530 | 348 766 |

## Enseignement supérieur
L’Université de Bamenda a été fondée en 2010.

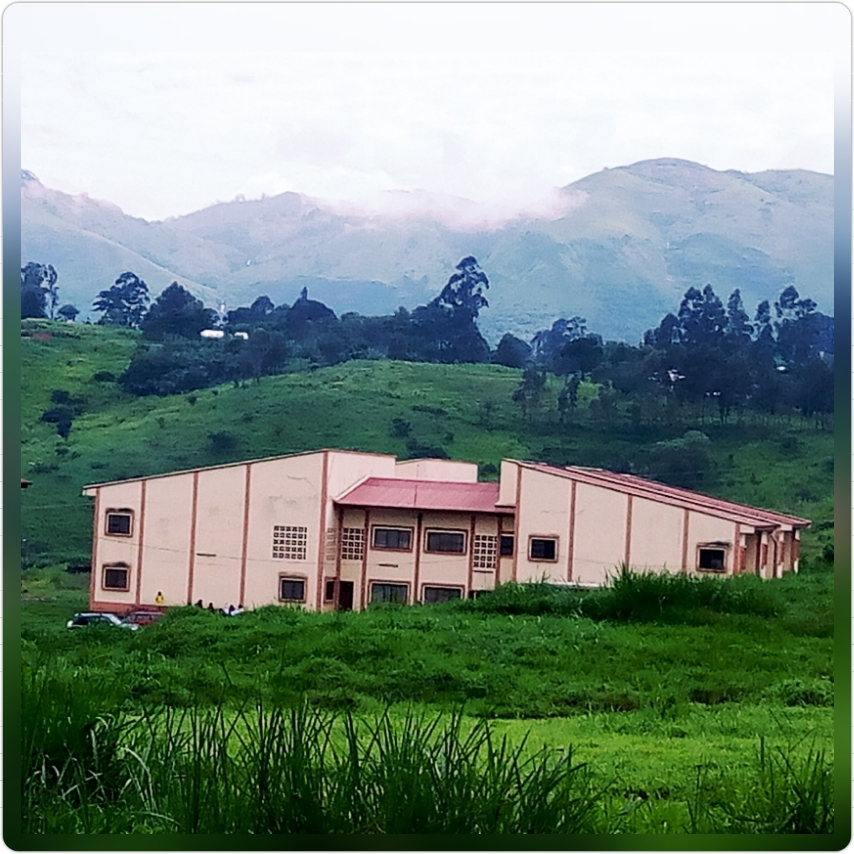
Bambili, université de Bamenda située en zone tempérée.

## Forces armées
La ville est depuis 2018 le siège de la 5e région militaire inter-armé (RMIA 5), elle couvre les régions administratives Nord-Ouest et Ouest.

## Religion et lieux de culte

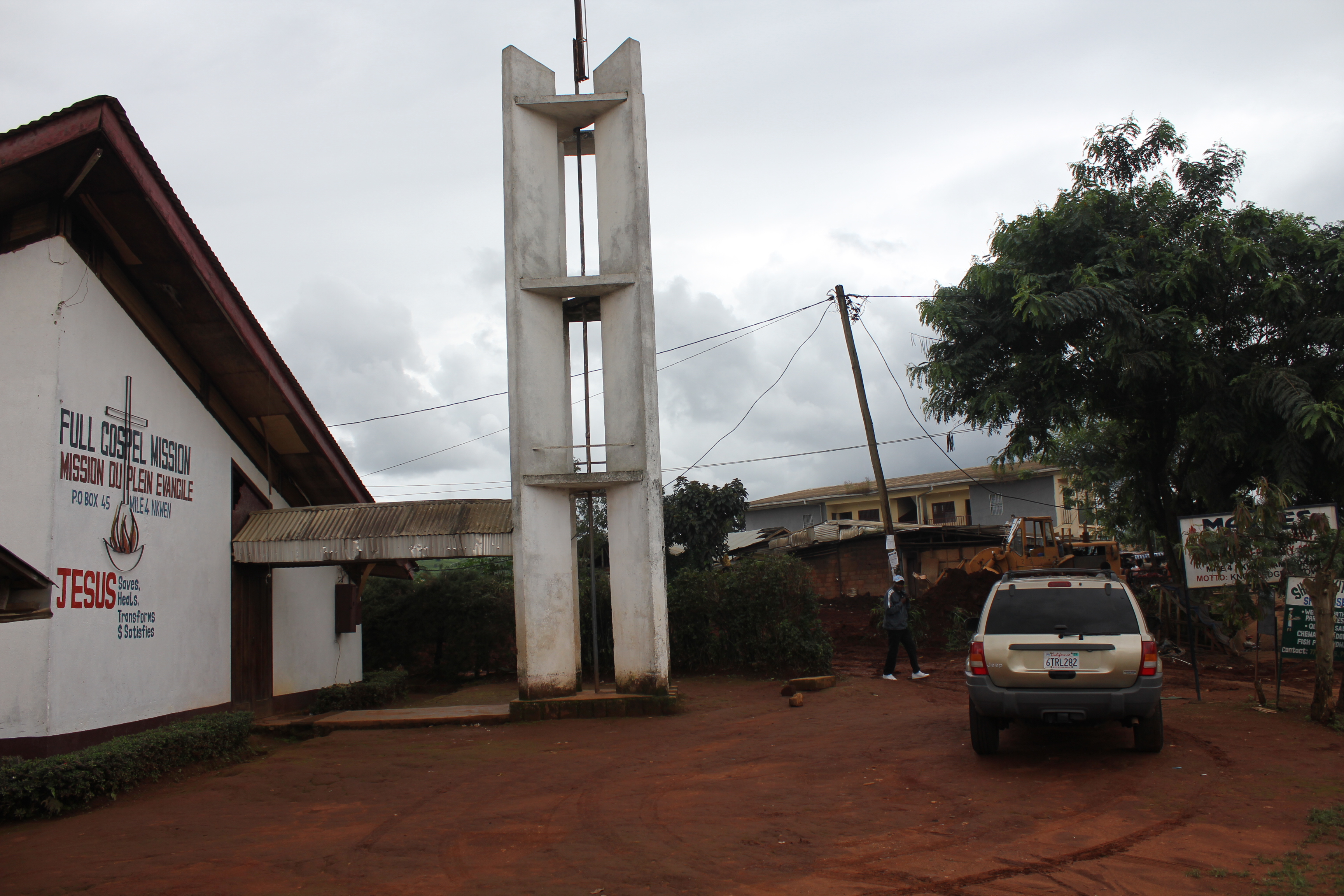
Une église à Mile 4 de Nkwen.

Parmi les lieux de culte, il y a principalement des églises et des temples chrétiens : Archidiocèse de Bamenda (Église catholique), Église évangélique du Cameroun (Communion mondiale d'Églises réformées), Église presbytérienne camerounaise (Communion mondiale d'Églises réformées), Mission du plein évangile Cameroun (Assemblées de Dieu). La ville est le siège de la Convention baptiste du Cameroun (Alliance baptiste mondiale) établie en 1954, et des Sœurs bénédictines de Béthanie. La population musulmane y dispose de mosquées.

## Médias
Beaucoup de médias publics et privés cohabitent les villes du Cameroun, qu'il s'agisse de chaînes de télévisions, de chaînes de radio ou de la presse écrite.
Quelques chaînes de télévisions camerounaises recevables à Bamenda : CRTV, Spectrum Télévision (STV 1 et STV 2), Canal 2 international, Équinoxe TV, Htv, MyPrimeTv... Toutefois, de nombreux foyers reçoivent les chaînes télévisions étrangères grâce à la câblodistribution ou au satellite.
Quelques radios camerounaises recevables à Bamenda ou émettant depuis Bamenda : CRTV radio poste national, CRTV radio chaîne de Nord-Ouest.
Quelques journaux écrits camerounais accessibles à la population de Bamenda : Cameroon tribune, Le Messager, Mutations, La Nouvelle Expression, Le Jour, The Guardian post, The Post.
Quelques sites d'information en ligne accessibles à la population : AfricaPresse.com,

## Économie
La ville est un centre commercial pour les produits agricoles, comme le café , pommes de terre, ignames, arachides...
C'est un carrefour commercial pour les échanges avec le Nigeria.

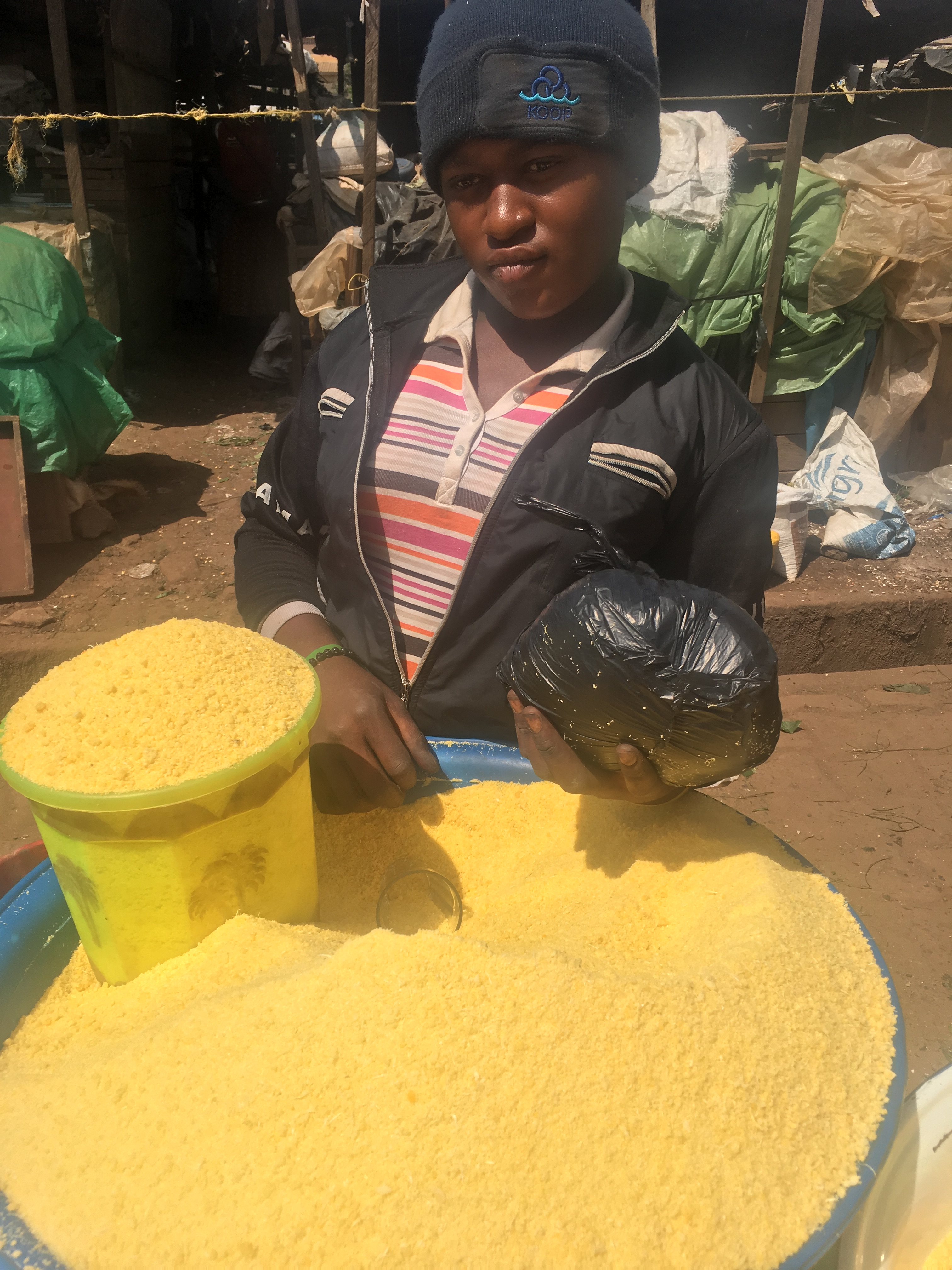
Commerce de tapioca
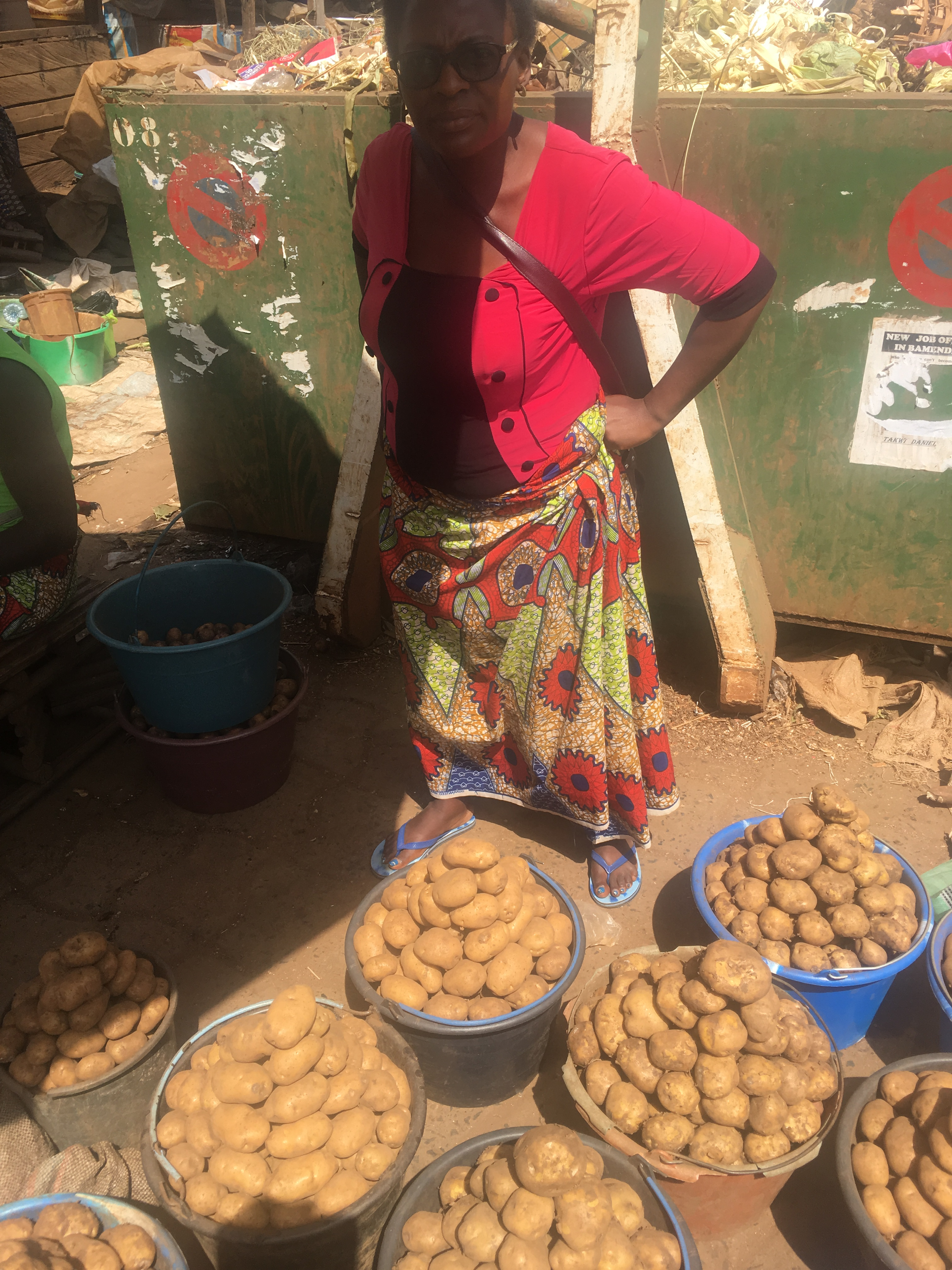
Commerce de pommes de terre
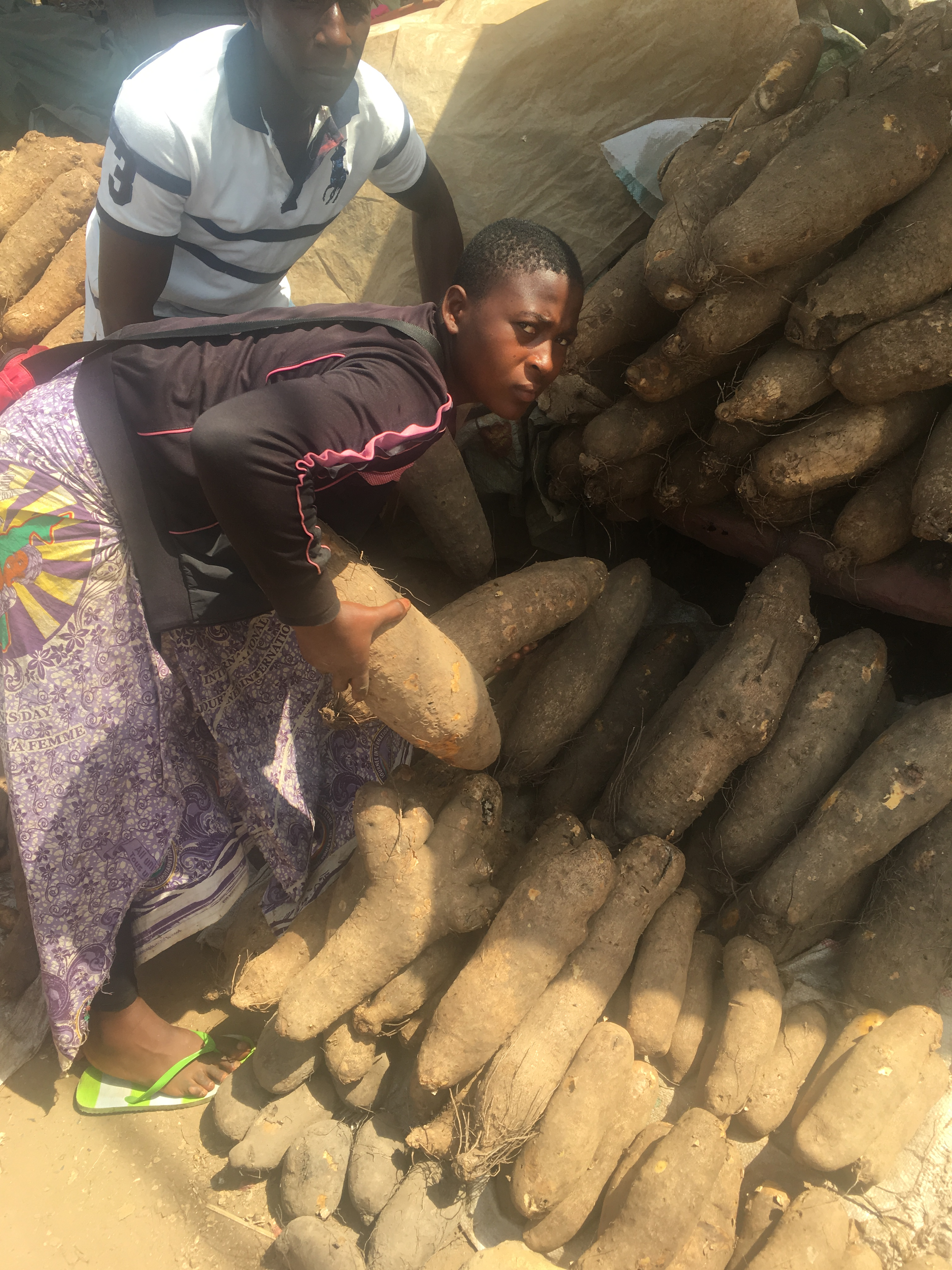
Commerce d'ignames
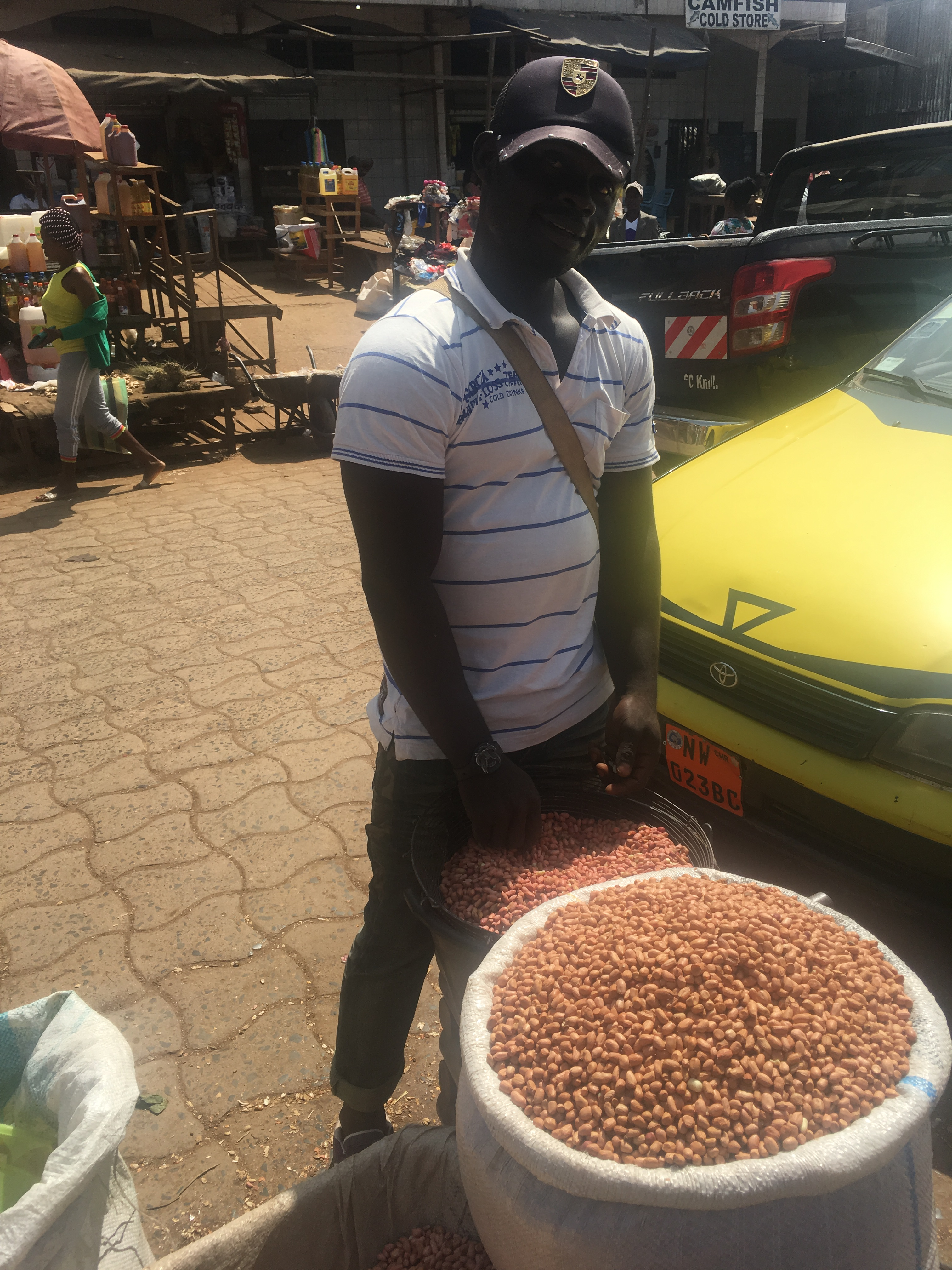
Commerce d'arachides

## Langues

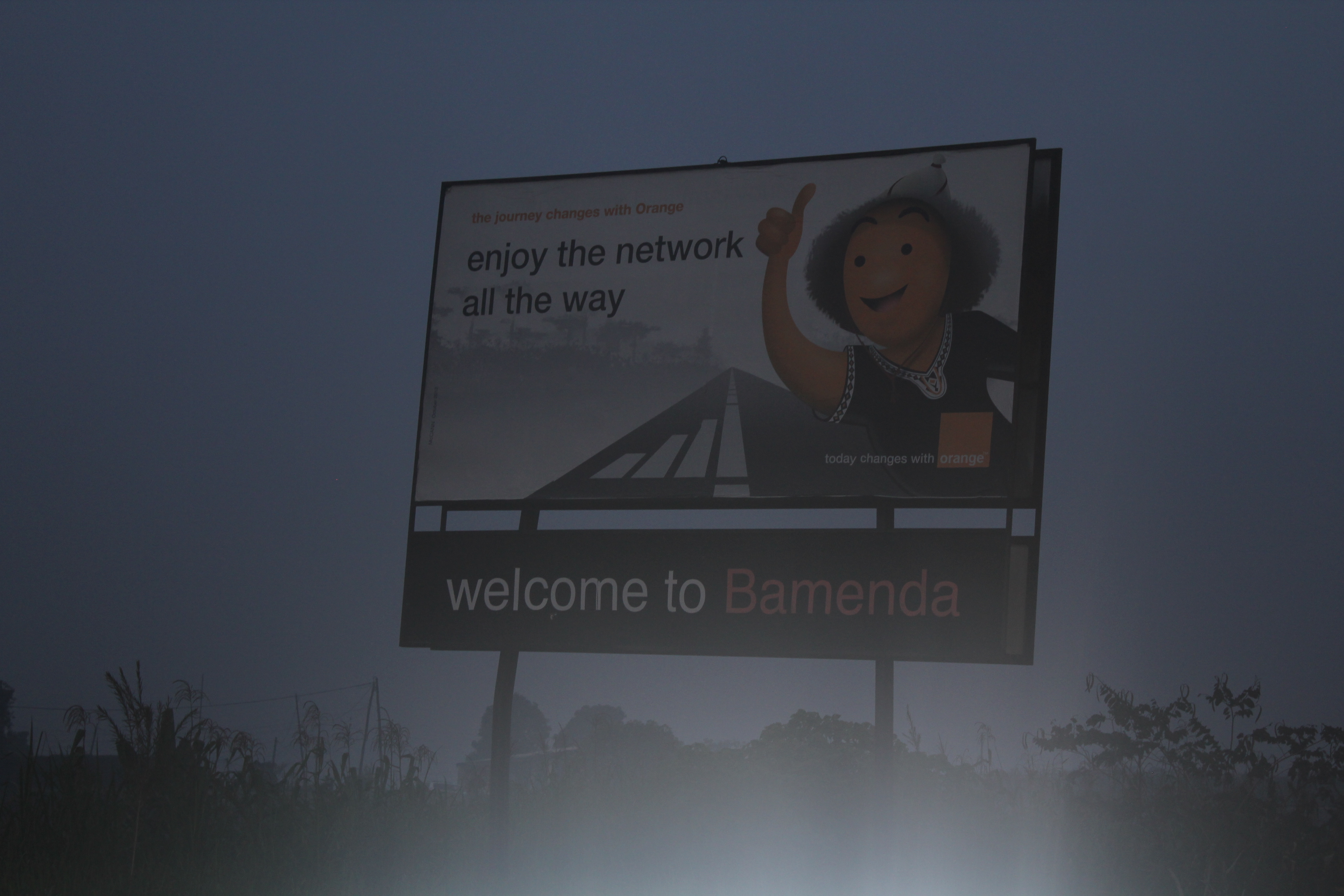
Pancarte en anglais à l'entrée de Bamenda.

La majorité des habitants de Bamenda parlent l'anglais et le pidgin, qui est la principale langue parlée dans les magasins et dans les rues de la ville.

## Transports

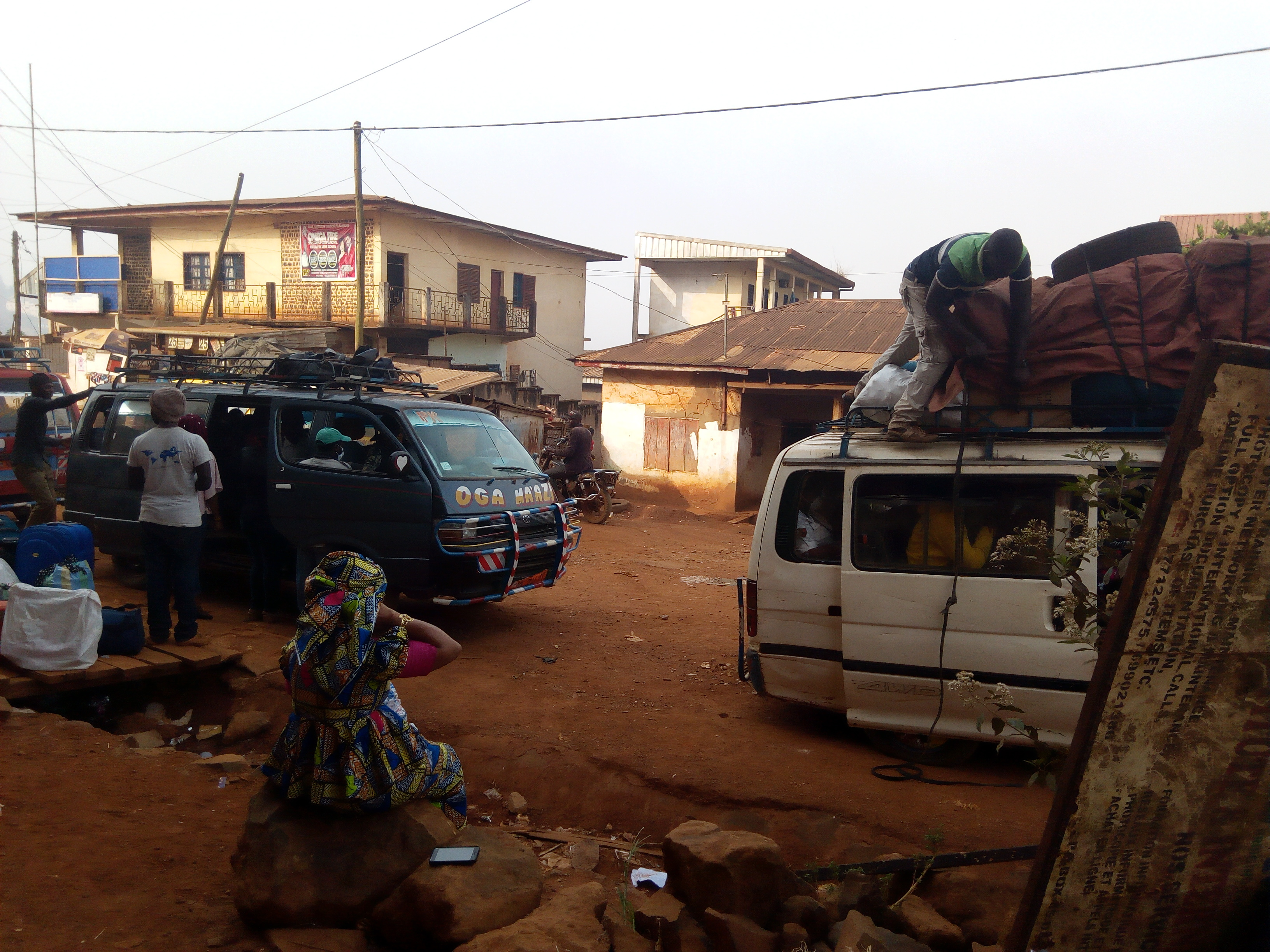
Chargement des mini bus à Bamenda au Cameroun.

La ville est reliée par le transport aérien avec l’Aéroport de Bamenda.
Elle est reliée à Bafoussam dans la région de l'ouest et à Mamfé dans la région du Sud-Ouest par la route nationale n°6. Cette route est dans un mauvais état depuis Bafoussam mais en bon état entre Bamenda et Mamfe.
La voirie urbaine est pour une grande partie en mauvais état ce qui favorise la circulation des motos taxis.

## Culture
Bamenda étant au cœur de la zone traditionnelle camerounaise dite des grassfields (commune aux régions du Nord-Ouest et de l'Ouest), elle en comporte toutes les caractéristiques.
On y retrouve des fondoms (chefferies traditionnelles de la zone) et les tissus ndop et toghu, typiques de la zone sont répandus aujourd'hui dans tout le pays.

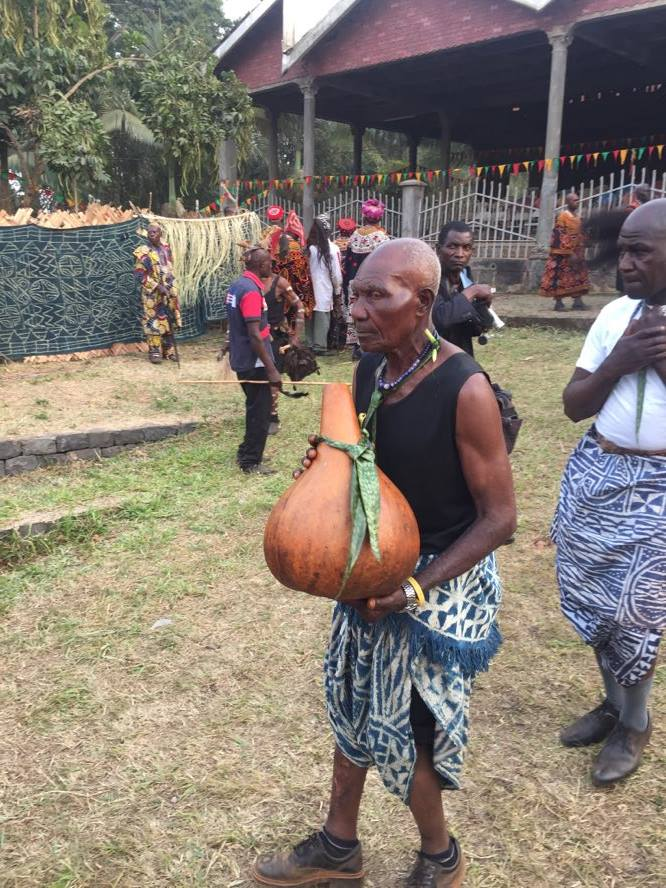
Calebasse traditionnelle
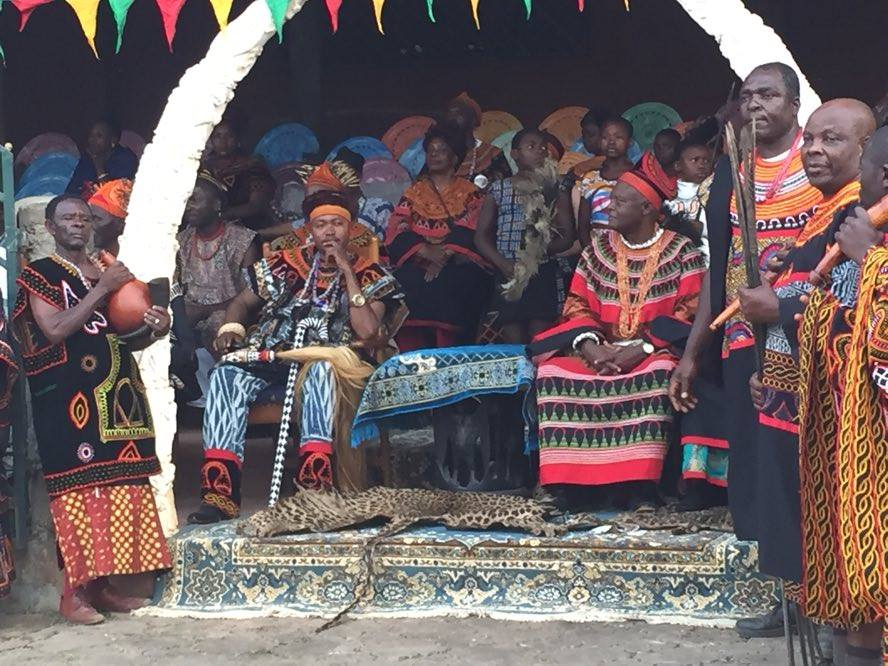
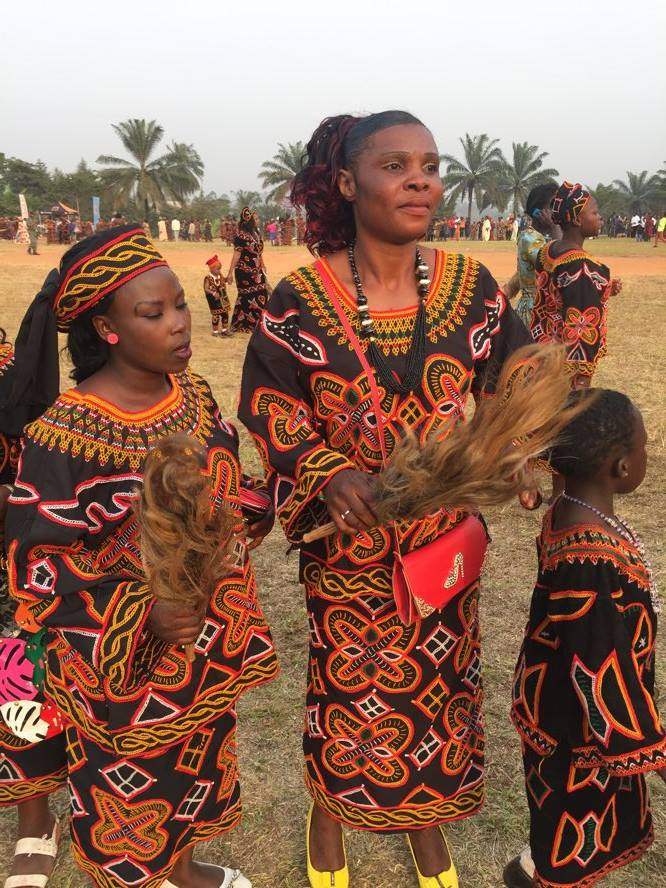
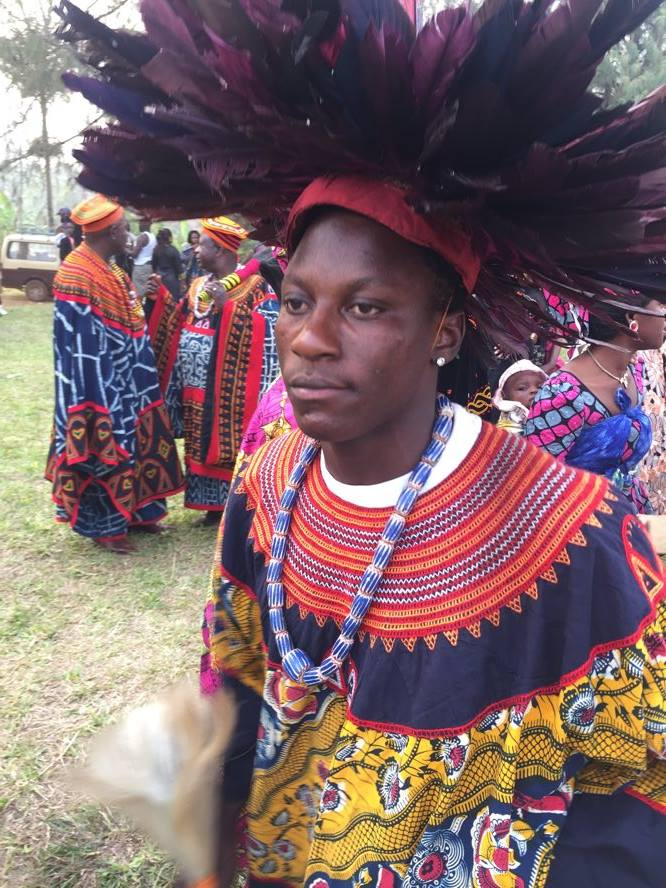
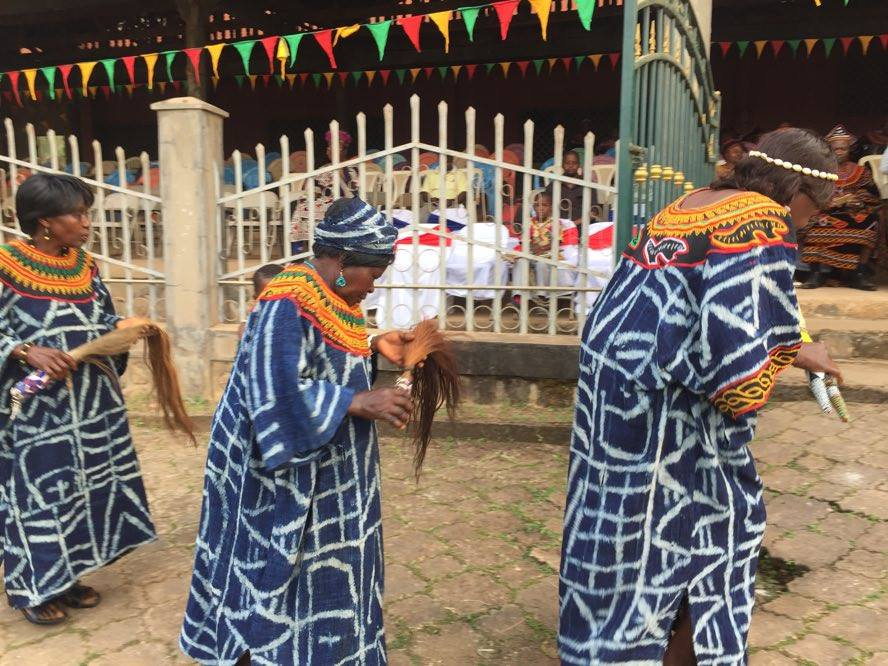
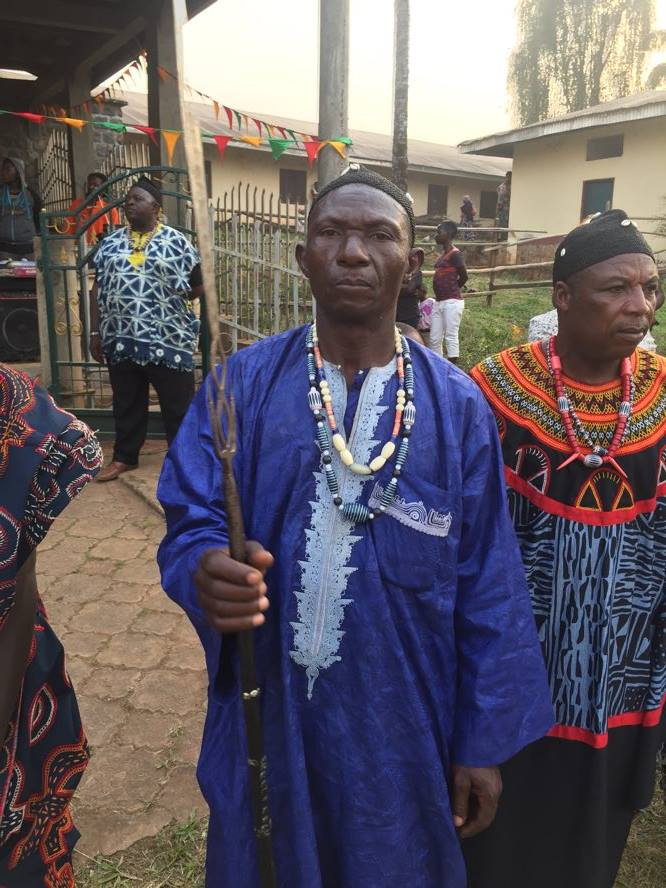
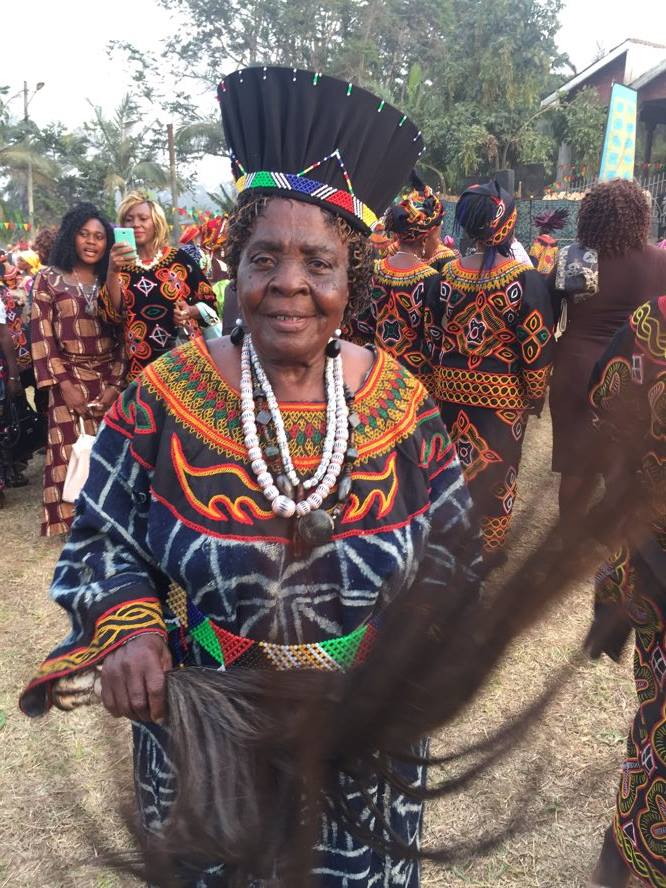
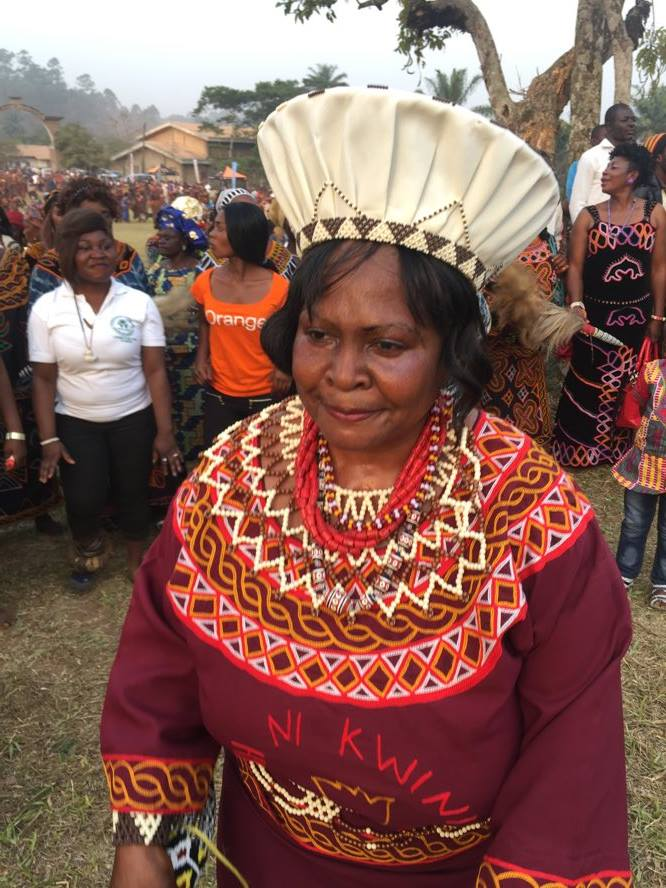
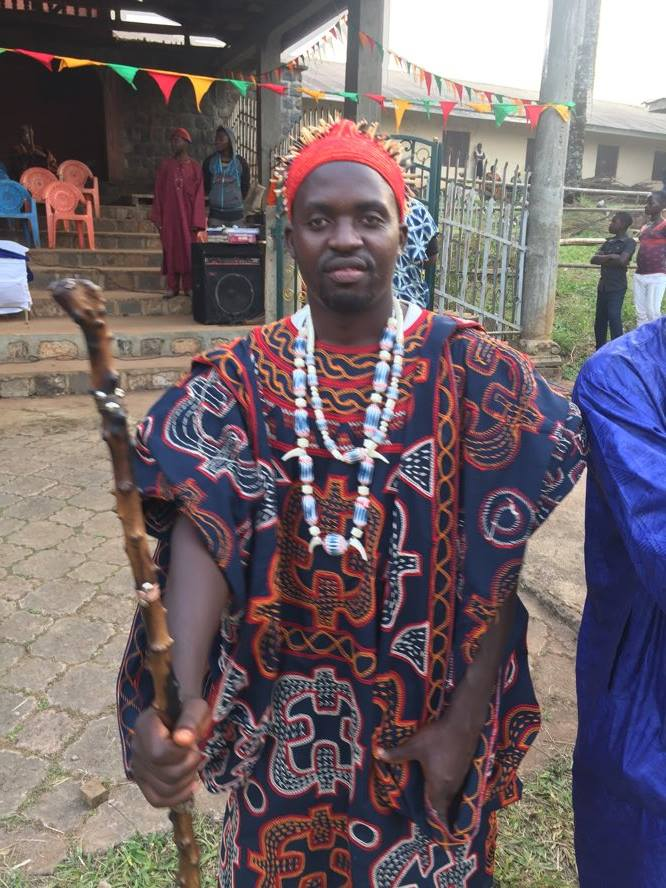
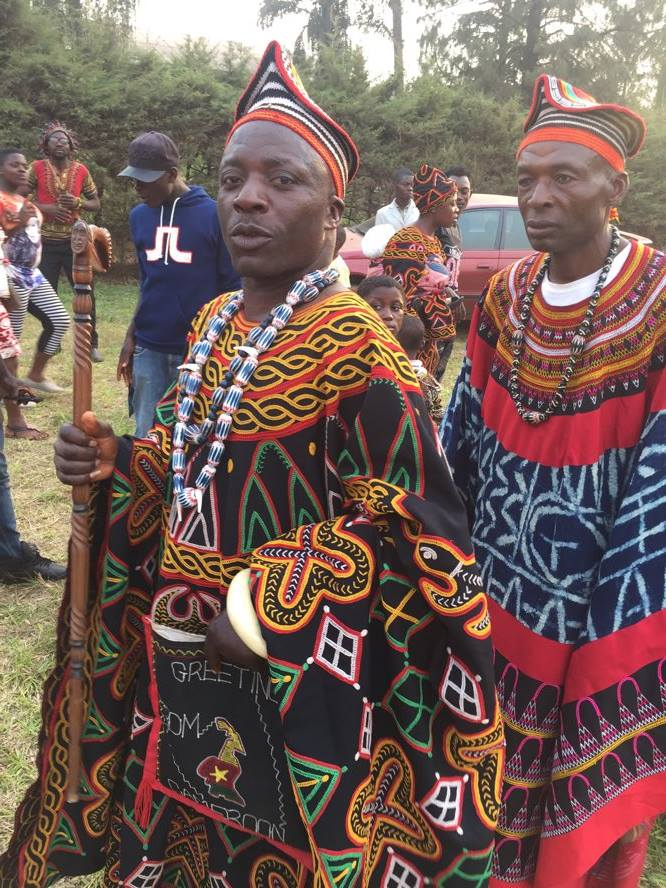
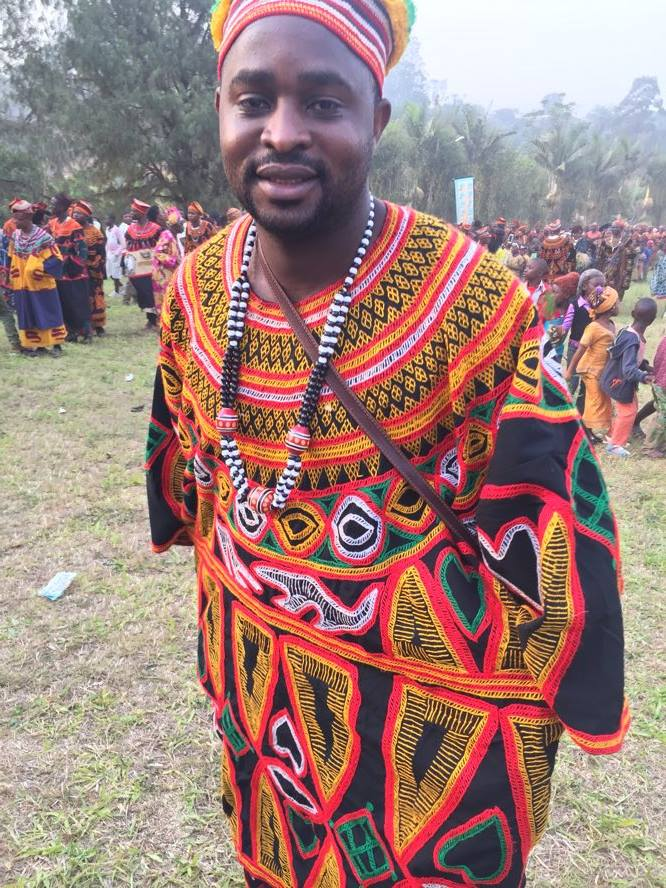
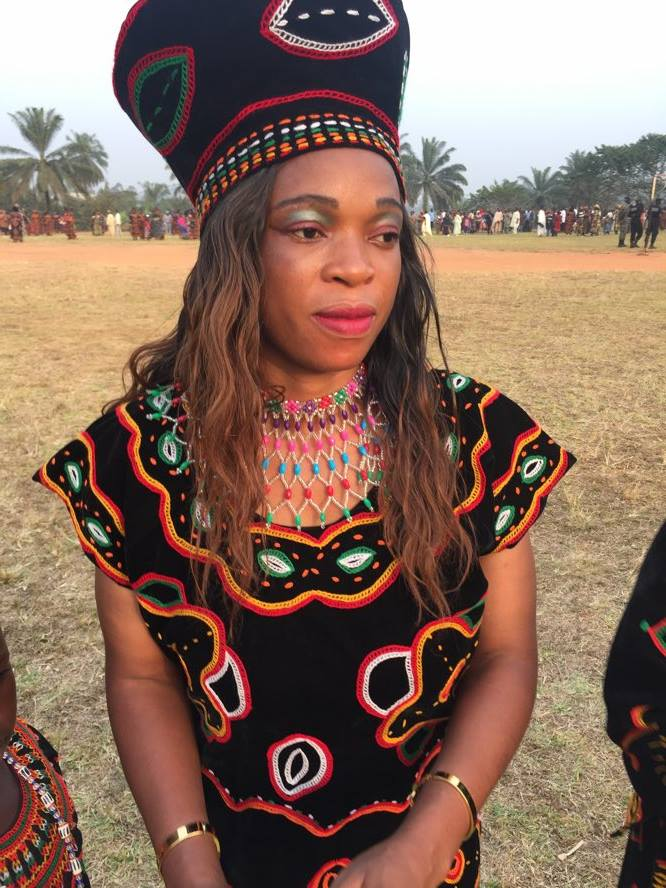

## Sports
La ville est le siège de deux clubs de football évoluant en Elite 1 du Championnat du Cameroun de football en 2019 :
- PWD Bamenda, fondé en 1962, champion du Cameroun 2020
- Young Sports Academy Bamenda, fondé en 2004, détient un titre de Champion du Cameroun et vainqueur d'une Coupe du Cameroun.

## Personnalités liées à Bamenda
- Alain Nteff (1992-), entrepreneur
- Andy Allo (1989-), chanteuse et musicienne, née à Bamenda
- Collins Fai (1992-), footballeur
- Delly Singah (1985-), journaliste
- Jean Thierry Ebogo (1982-2006), religieux carme camerounais
- J. M. G. Le Clezio (1940-), écrivain dont le père a vécu à Bamenda en tant que médecin avant la Seconde Guerre mondiale (épisode raconté dans son ouvrage L'Africain)
- John Fru Ndi (1941-), homme politique
- John Ngu Foncha (1916-1999) homme politique
- Junior Pope (1984-2024), acteur et producteur nigérian
- Libianca (2001-), chanteuse élevée à Bamenda
- Magasco (1988-), chanteur
- Matthew Mbuta (1985-), footballeur
- Mbah Eric Mbah, bâtonnier de l’ordre des avocats du Cameroun
- Missy BK (1986-), chanteuse
- Naomi Achu (?), chanteuse, rappeuse et compositrice
- Okawa Shaznay (1986-), actrice et réalisatrice
- Pius Suh Awa (1930-2014), évêque émérite
- Reniss (1988-), chanteuse
- Simon Achidi Achu (1934-2021), homme politique
- Stanley Enow (1985-), rappeur
- Stephanie Tum (1987-), actrice